# Ritter von Hennersdorf
Die Ritter, ab 1616 auch Ritter von Hennersdorf, war der Name eines oberlausitzischen Adelsgeschlechts.

## Geschichte
Die Brüder Valentin und Peter Ritter wurden am 24. Juni 1575 auf der Prager Burg von Kaiser Maximilian II. mit einem Wappenbrief wegen ihrer im Jahr 1547 in der sächsischen Empörung (im Schmalkaldischen Krieg) erwiesenen Treue in den erblichen Adelsstand erhoben. Valentin Ritter war mehrfach Bürgermeister von Görlitz. Er und demnach auch sein Bruder Peter waren Söhne des einstigen Görlitzer Schulrektors Peter Ritter und Cousins zweiten Grades von Joachim Frenzel auf Königshain. Ihr nächster gemeinsamer Vorfahre war ihr Urgroßvater, der Weißgerber Hans Frenzel. Sowohl von Valentin Ritter als auch von seinem gleichnamigen Sohn gibt es eine Abschrift der Autobiographie des Großhändlers Hans Frenzels, dem Vater Joachims. Valentins und Peters Vater Peter Ritter war gegen 1520 Schüler von Johannes Aesticampianus und Philipp Melanchthon. Valentins Tochter Elisabeth heiratete 1590 den späteren Bürgermeister Hans Emmerich. Die angegebenen Lebensdaten über Valentin Ritter den Jüngeren gehen weit auseinander. Sein Geburtsjahr ist in einem Buch aus dem Jahr 2006 einmal mit 1538 und einmal mit 1588 angegeben. Bei Christian Speer (2009) und in einem weiteren Buch des Jahres 2012 ist das Geburtsjahr 1588 zu lesen. Im Neuen Lausitzischen Magazin hingegen, der ausführlichsten biographischen Darstellung über ihn, sind seine Lebensdaten: 1. Juni 1561 – 22. Januar 1597.
Ein demnach noch jüngerer Valentin Ritter empfing mit seinen Brüdern bzw. Vettern August und Heinrich am 6. Juli bzw. 9. August 1616 von Kaiser Mathias eine Wappenbesserung (eine Krone auf dem Helm). Zumindest Heinrich war ein Sohn des Bürgermeisters Valentin Ritter. Sie schrieben sich seitdem Ritter von Hennersdorf.

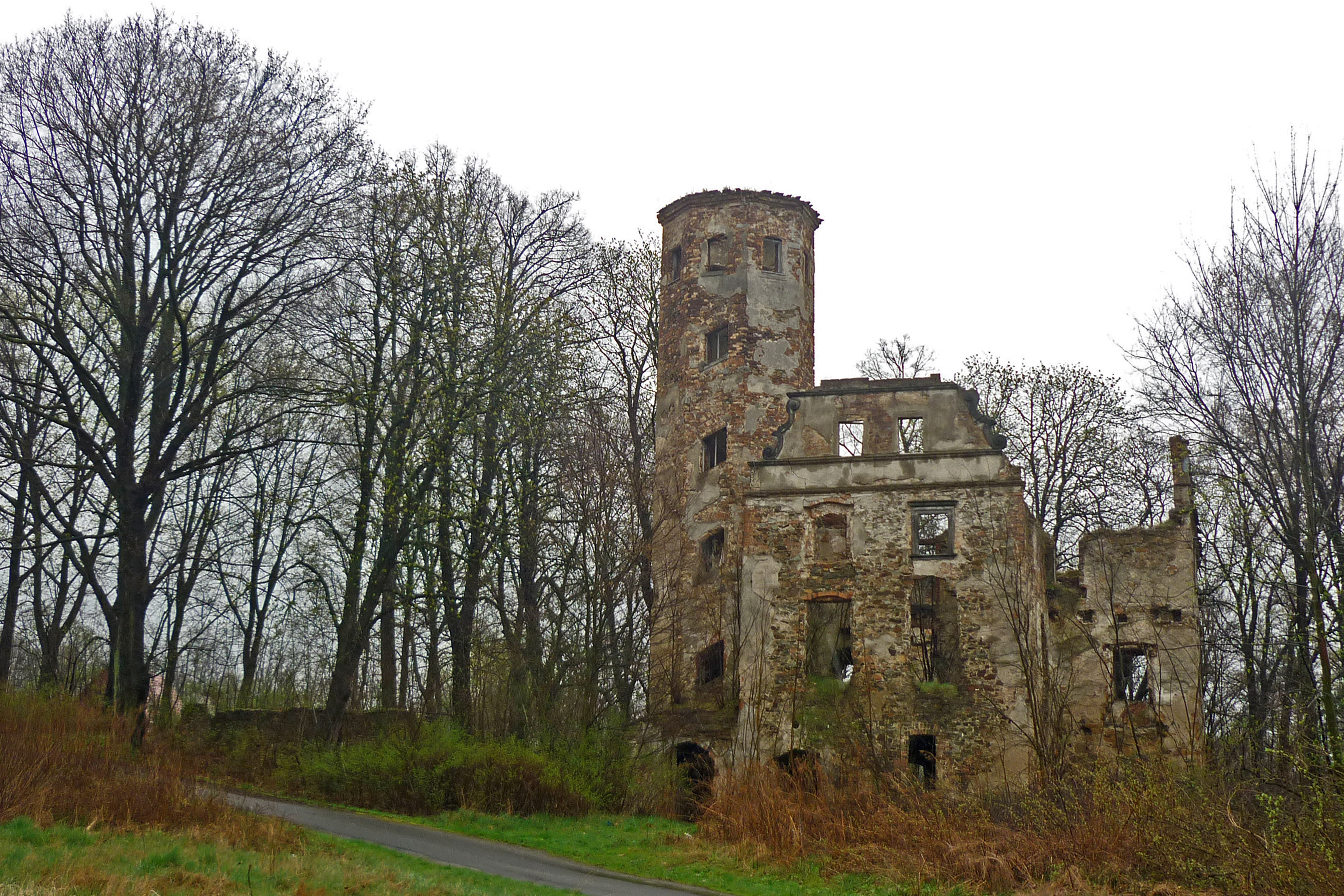
Schlossruine Hennersdorf

Heinrich Ritter († 1627) hatte das Gut Hennersdorf und damit auch das Schloss Hennersdorf im Jahr 1608 durch seine Heirat mit Anna, der Tochter des adligen Görlitzer Bürgermeisters Sebastian Hoffmann erworben. Sebastian hatte keine männlichen Nachkommen. Heinrich heiratete ein Jahr vor seinem Tod noch Helene Kober, die ihn überlebte, einen Teil von Hennersdorf erbte und den in Zittau lebenden Syndikus Johann Heige (* 1595 in Wittenberg; † 1671 in Hennersdorf) heiratete.
Die böhmischen, teilweise auch als Ritter von Hennersdorf bezeichneten Herren bzw. Ritter von Hochberg sind mit dem Geschlecht der Ritter nicht verwandt.

## Wappen
Stammwappen der Ritter: Goldener Linksbalken im rot-silbernen Feld (oben rot, unten silber), auf der silbernen Hälfte eine blaue Lilie, auf der roten eine silberne Lilie. Aus dem Stechhelm mit fliegender, blau-silberner Binde über dem Wappen wächst eine Jungfrau mit silbernen Gewand heraus, das mit goldenen ‚Borden‘ verbrämt ist. In der rechten Hand hält sie eine silberne Lilie, die linke stützt sie in ihre Hüfte. Helmdecken auf der rechten Seite rot-silbern und auf der linken blau-golden.
Anmerkung: Heraldisch rechts und links sind vom Betrachter aus spiegelverkehrt. Goldene Wappenelemente sind gewöhnlich gelb dargestellt und silberne weiß. (Siehe: Blasonierung und Tingierung) 
Das Wappen der Ritter von Hennersdorf gleicht dem Wappen der Ritter bis auf die fehlende Binde und einer Krone auf einem gewöhnlichen Helm.